# Gustav Paulus
Gustav Paulus (* 28. September 1842 in Kleve; † 31. Oktober 1902 in Eisenach) war ein preußischer Generalleutnant und Präses des Ingenieurkomitees.

## Leben
Paulus trat am 1. Oktober 1860 als Einjährig-Freiwilliger in das 1. Rheinische Pionier-Bataillon Nr. 8 der Preußischen Armee ein. Mit der Beförderung zum Portepeefähnrich wurde er im April 1861 in das 1. Westfälische Pionier-Bataillon Nr. 7 versetzt und war 1861/63 zur weiteren Ausbildung an die Vereinigte Artillerie- und Ingenieurschule kommandiert. Während dieses Kommandos avancierte er zum Sekondeleutnant und wurde im Juni 1863 in das Pommersche Pionier-Bataillon Nr. 2 nach Stettin versetzt. Ab 1865 folgte seine Kommandierung zum Fortifikationsdienst in Stettin, Swinemünde und Wesel. Er stieg Mitte Oktober 1867 zum Premierleutnant auf, war im November 1868 Adjutant der 5. Festungs-Inspektion in Koblenz und ab dem 13. Juli 1869 Lehrer an die Kriegsschule in Engers.
Bei der Mobilmachung anlässlich des Krieges gegen Frankreich wurde Paulus der 2. Feldpionier-Kompanie des VII. Armee-Korps überwiesen und nahm an den Schlachten bei Colombey sowie Gravelotte teil. Während der Belagerung von Metz führte er ab dem 14. Oktober 1870 die Kompanie und wurde nach dem Fall der Festung zum Fortifikationsdiensten dieses Platzes kommandiert.
Ausgezeichnet mit dem Eisernen Kreuz II. Klasse kehrte Paulus nach dem Krieg in seine Friedensstellung zurück, stieg zum Hauptmann auf und war ab August 1872 zum Fortifikationsdienst nach Metz kommandiert. Im März 1877 wurde er zur Dienstleistungen zur Abteilung für Ingenieur-Angelegenheiten in das Kriegsministerium kommandiert und im Oktober 1879 mit der Beförderung zum überzähligen Major versetzt. Ab September 1882 war Paulus Mitglied des Stabes des Ingenieurkorps, wurde im September 1883 als Ingenieuroffizier vom Platz erneut nach Metz kommandiert und Ende März 1887 zum Oberstleutnant befördert. Daran schloss sich vom 16. Mai 1888 bis zum 15. April 1889 eine Verwendung als Chef der 6. Festungsbau-Inspektion an und anschließend war Paulus Chef der Festungs-Abteilung im Allgemeinen Kriegsdepartement des Kriegsministerium. Am 21. Juli 1889 stieg er zum Oberst auf, erhielt im Februar 1891 den Rang und die Gebührnisse eines Brigadekommandeurs und wurde am 28. Juli 1892 Generalmajor. 1893 ernannte man ihn zum Präses des Ingenieurkomitees und am 16. Juni 1896 wurde er Generalleutnant. In dieser Eigenschaft erhielt Paulus anlässlich des Ordensfestes im Januar 1898 den Stern zum Roten Adlerorden II. Klasse mit Eichenlaub und wurde am 22. März 1898 in Genehmigung seines Abschiedgesuches mit Pension zur Disposition gestellt.